# 1280 w polityce

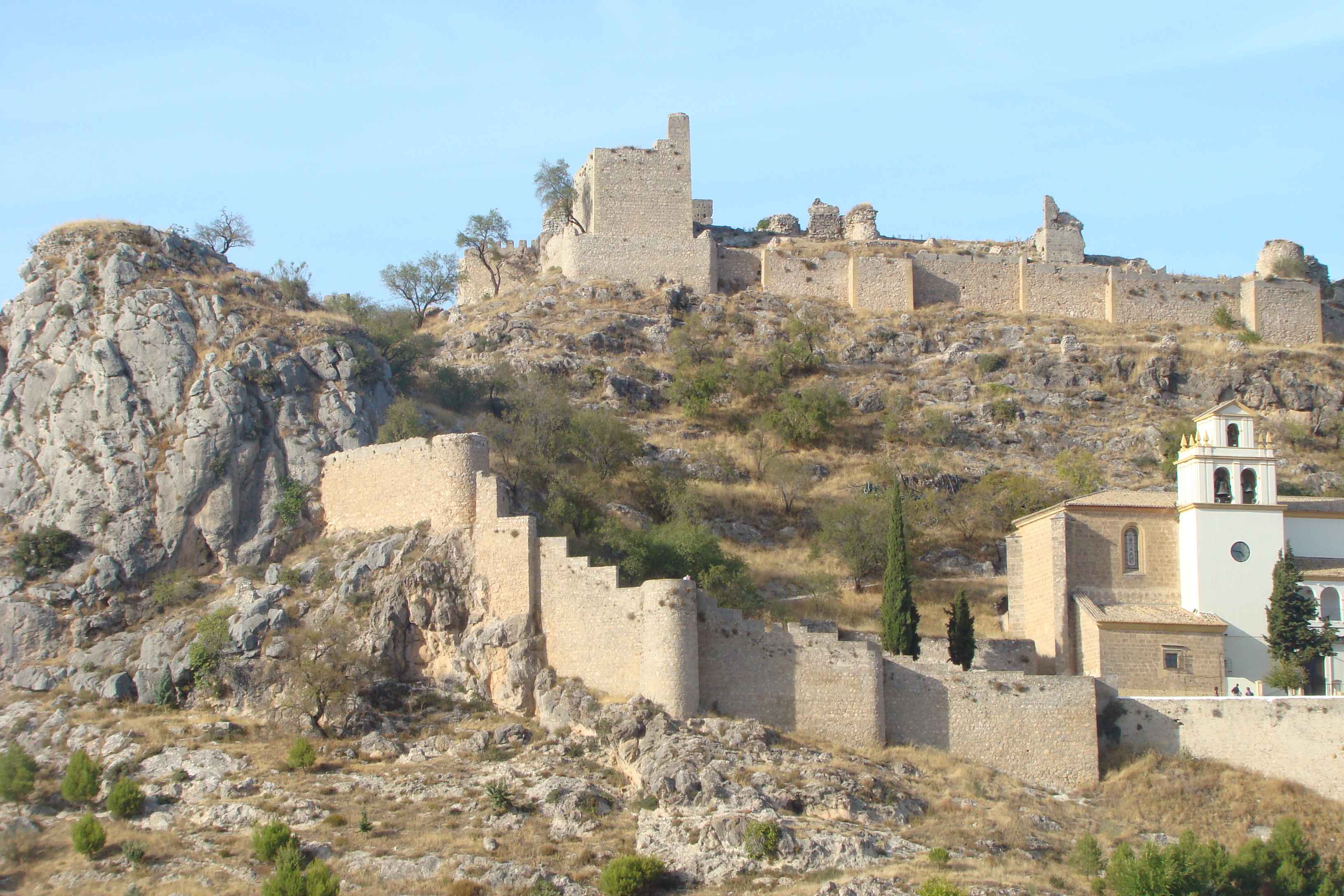
Zamek w Moclín

Wydarzenia polityczne w 1280 roku.

## Wydarzenia
- 23 lutego Bitwa pod Goźlicami, klęska Lwa Daniłowicza, pragnącego opanować tron krakowski[1].
- 23 czerwca Bitwa pod Moclín. Klęska wojsk chrześcijańskich[2].

## Urodzili się
- Birger I Magnusson, król Szwecji[3].